# Rudi Kargus
Rudolf „Rudi“ Kargus (* 15. August 1952 in Worms) ist ein ehemaliger deutscher Fußballspieler, der sich nach seiner aktiven Sportlerkarriere als Kunstmaler betätigt. Als Torhüter des Hamburger SV gewann er 1976 den DFB-Pokal, 1977 den Europapokal der Pokalsieger und 1979 die deutsche Fußballmeisterschaft. Kargus ist bis heute mit insgesamt 23 gehaltenen Strafstößen der „Elfmetertöter“ der Bundesliga-Geschichte.

## Berufsausbildung
Rudi Kargus erlernte von 1968 bis 1970 den Beruf des Verwaltungsangestellten. 1971 wurde er Fußballprofi. In den 1990er Jahren studierte er Malerei, unter anderem beim Neoexpressionisten Markus Lüpertz.

## Fußball-Karriere

### Vereine, 1962 bis 1990

#### Wormatia Worms, bis 1971
Kargus spielte noch als Zwölfjähriger in der Jugend von Wormatia Mittelstürmer, ehe er durch eine Verletzung des etatmäßigen Keepers in das Tor kam. Als Ballfänger fand er seine wahre Begabung und kam rasch in die Südwestauswahl. In der Saison 1970/71 kam der A-Jugendliche in der Hinrunde bei der Wormatia bereits in der Fußball-Regionalliga Südwest neunmal zum Einsatz. An der Seite der erfahrenen Mitspieler Dieter Franzreb, Volker Radtke und Heiner Schmieh zeichnete er sich in den Spielen gegen den SV Alsenborn, Borussia Neunkirchen, FC Homburg und SV Völklingen aus, sodass auch der DFB auf ihn aufmerksam wurde. Unter DFB-Jugendtrainer Herbert Widmayer debütierte der 1,83 m große und schmalgliedrig gewachsene Nachwuchskeeper am 25. November 1970 in Lübeck beim Länderspiel gegen Schweden in der deutschen Jugendnationalmannschaft, das 1:0 endete. Kargus hütete auch bei den zwei Qualifikationsspielen gegen Italien im März und April 1971 das Tor der sich durchsetzenden DFB-Jugend. Beim UEFA-Juniorenturnier im Mai 1971 in der Tschechoslowakei kam er in allen drei Gruppenspielen gegen den Gastgeber (0:0), Griechenland (2:4) und die Auswahl des DFV (1:3) zum Einsatz. Insgesamt war Kargus in acht Jugendländerspielen eingesetzt. Der vormalige „Macher“ des TuS Altrip (Finalist im Jahr 1970 um die deutsche A-Jugendmeisterschaft) und danach als Jugendmanager beim Hamburger SV angestellte Gerhard Heid vermittelte Rudi Kargus zur Runde 1971/72 zum Rothenbaum.

#### Hamburger SV, 1971 bis 1980

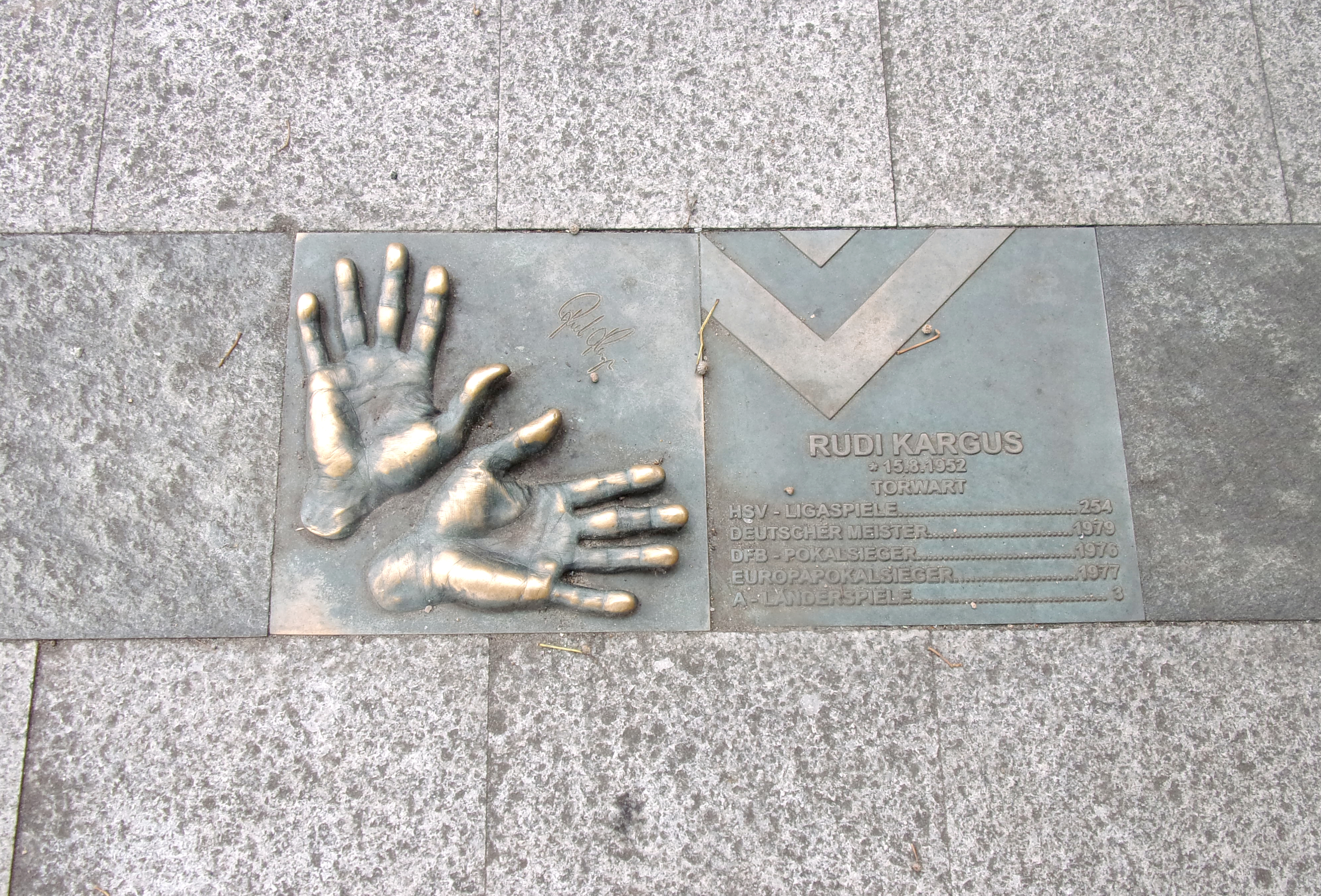
Handabdruck und Ehrentafel für Rudi Kargus am Walk of Fame vor dem HSV-Stadion am Volkspark

In den ersten beiden Runden in der Fußball-Bundesliga, 1971 bis 1973, konnte Kargus unter Trainer Klaus-Dieter Ochs noch nicht die Torhüterhierarchie beim HSV verändern, Stammkeeper blieb der erfahrene Arkoc Özcan, bei dem man erst Jahre nach seinem Karriereende herausfand, dass er eigentlich Özcan Arkoç heißt. Sein erstes Bundesligaspiel bestritt Kargus am 11. September 1971 bei einem 1:1-Remis gegen Eintracht Braunschweig. Insgesamt kam er in den ersten beiden Runden auf 24 Ligaeinsätze. Als Kuno Klötzer zur Runde 1973/74 die sportliche Leitung in Hamburg übernahm, wurde Kargus Stammspieler und absolvierte 33 Rundenspiele. Mit herausragenden Reflexen und Paraden war Kargus beim Pokalwiederholungsspiel am 22. Dezember 1973 gegen Borussia Mönchengladbach aufgefallen, als er vor 50.000 Zuschauern beim 3:1-Erfolg nach Elfmeterschießen drei Strafstöße von Köppel, Bonhof und Danner parieren konnte und damit den Grundstock zu seinem Ruf als „Elfmetertöter“ legte. Beim DFB reagierte man auf die Leistungen des HSV-Torhüters mit der ersten Nominierung für das B-Länderspiel am 3. September 1974 gegen Luxemburg.

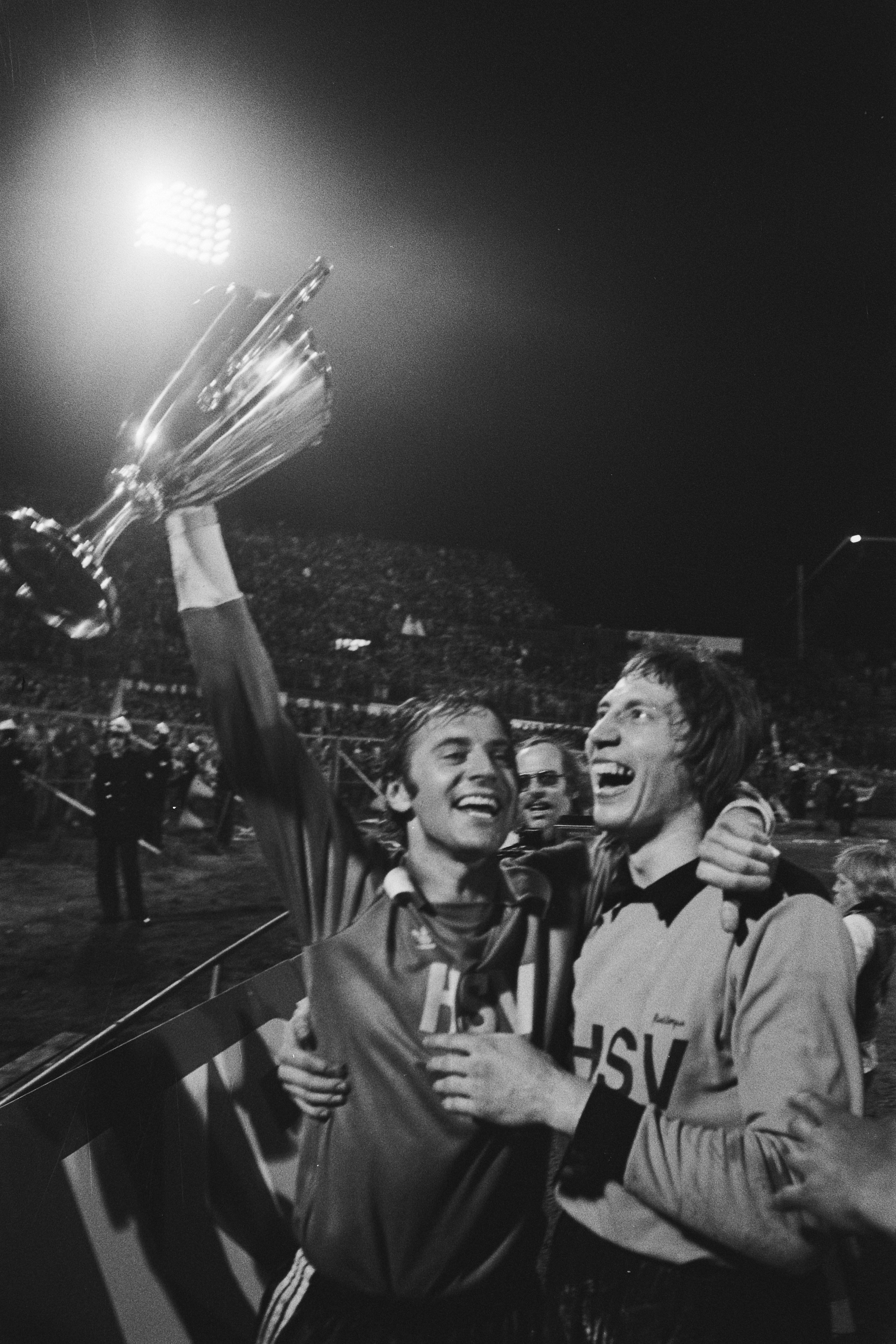
Rudolf Kargus (rechts) und Willi Reimann (links) mit dem Pokal nach dem Finalsieg gegen RSC Anderlecht im Europapokal der Pokalsieger, 11. Mai 1977

Endgültig führte ihn seine sportliche Entwicklung in der Runde 1974/75 in den engen Kreis der Torhüter, die für die Nationalmannschaft in Frage kamen. Sepp Maier, Norbert Nigbur, Bernd Franke, Dieter Burdenski und der junge HSV-Keeper führten die Torhüterrangliste an. Mit drei gehaltenen Strafstößen in der Bundesliga sowie zwei im UEFA-Cupspiel bei Dynamo Dresden – am 11. Dezember 1974 wehrte er die Elfmeter von Dörner und Lichtenberger beim 2:2 in Dresden ab – hatte er sich endgültig einen Ruf als „Elfmetertöter“ erhechtet. Die Entwicklung setzte sich aber noch fort, Kargus gewann 1975/76 mit dem HSV den DFB-Pokal und erreichte in der Liga die Vizemeisterschaft. Er parierte in der Bundesliga sieben Elfmeter und feierte am 20. Dezember 1975 in Istanbul gegen die Türkei sein Länderspieldebüt. Jetzt war er hinter Sepp Maier die klare Nummer zwei und fuhr als Ersatzmann mit zur Fußball-Europameisterschaft nach Jugoslawien. Dort unterlag die deutsche Mannschaft im Endspiel den Tschechoslowaken im Elfmeterschießen. Zum sportlichen Höhepunkt wurde 1976/77 der 2:0-Sieg im Finale des Europacups der Pokalsieger am 11. Mai 1977 in Rotterdam gegen RSC Anderlecht.
Die Personalrochade des „Generalmanagers“ Peter Krohn zur Runde 1977/78, mit der Ablösung des erfahrenen und sachlichen Trainerroutiniers Kuno Klötzer durch den zwar eloquenten, aber nicht gerade für „hanseatische Tugenden“ stehenden Rudi Gutendorf, führte aber beim HSV insgesamt zu einem dramatischen sportlichen Absturz. Der Irrtum auf der Trainerbank brachte den Hanseaten den enttäuschenden zehnten Bundesligarang ein und auch die Stabilität der Torhüterleistung von Kargus blieb davon nicht unberührt. Mehrere Patzer kratzten am Nimbus des vormaligen Nationalmannschaft-„Kronprinzen“. Dennoch reiste er neben Maier und Burdenski mit zur Fußball-Weltmeisterschaft nach Argentinien.
Mit dem neuen Trainer Branko Zebec gewann Kargus 1979 die deutsche Meisterschaft, wurde 1980 Vizemeister und stand im Europacup der Landesmeister am 28. Mai 1980 in Madrid im Finale gegen Nottingham Forest. Im Gedächtnis bleibt aber insbesondere der 5:1-Heimerfolg am 23. April 1980 im Halbfinale gegen Real Madrid. Obwohl der ehemalige Wormser sein 200. Bundesligaspiel und weitere B-Länderspiele absolvierte, stand der einstige Rückhalt im HSV-Tor aufgrund einiger schwächerer Leistungen mittlerweile in der Kritik. Er strahlte keine Ruhe und Souveränität mehr aus und nach Irrflügen im Europapokalviertelfinale gegen Hajduk Split verlangte Zebec von HSV-Manager Günter Netzer eine Neuverpflichtung für das Tor.
Es kamen Heinz-Josef Koitka und Uli Stein von den Zweitligisten Rot-Weiß Lüdenscheid und Arminia Bielefeld. Es dauerte drei Monate, bis Kargus mit dem 1. FC Nürnberg einen neuen Arbeitgeber fand.
Andererseits wird berichtet, dass Rudi Kargus sein jährliches Salär von DM 300.000 auf DM 400.000 aufgestockt haben wollte und eine Vertragsverlängerung daran scheiterte. Somit vertragslos reduzierte sich sein Einkommen einstweilen für drei Monate auf DM 457,20 wöchentliche Arbeitslosenunterstützung, bis schließlich die vom HSV von 1,5 Millionen auf DM 700.000 hinreichend verringerte Ablösesumme dem 1. FC Nürnberg ein Angebot entlockte. Kargus hatte sich im Privattraining mit dem seinerzeit vereinslosen Trainer Özcan Arkoç fit gehalten. Später musste der HSV nach einem Prozess DM 6.025 ans Arbeitsamt zahlen, weil er Kargus durch eine zu hohe Ablöseforderung an der zügigen Aufnahme einer neuen Arbeitsstelle gehindert hatte.
Sein letztes Bundesligaspiel für den Hamburger SV absolvierte Kargus am 31. Mai 1980 beim 4:0-Heimerfolg gegen Schalke 04 nach insgesamt 254 Bundesligapartien seit 1971. Viele Spieler, die für den HSV in dieser Partie im alten Volksparkstadion vor über 50.000 Zusehern aufliefen, zählen zu den ganz Großen jener Ära, wie der „Bananenflanker“ Manfred Kaltz, der ehemalige europäische Fußballer des Jahres Kevin Keegan, Felix Magath und das „Strafraumungeheuer“ Horst Hrubesch. Da der FC Bayern an diesem Tag auch gewann, war der HSV diesmal erneut Vizemeister, mit zwei Punkten hinter den Münchnern, die die gleiche Tordifferenz hatten.

#### Nürnberg, 1980 bis 1984
Kargus ersetzte in Nürnberg den als zu unbeständig angesehenen Bernhard Hartmann und debütierte am neunten Spieltag der Runde 1980/81, den 15. Oktober 1980, beim Heimspiel gegen Eintracht Frankfurt. Nach acht Spieltagen stand der „Club“ mit Trainer Horst Heese mit 5:11 Punkten auf dem 15. Tabellenrang und Kargus und Kollegen wurden mit 1:4 Toren durch Frankfurt noch mehr in den Abstiegskampf gedrängt. Am Ende belegte Nürnberg den 14. Rang, und Kargus hatte in 22 Einsätzen seinen Beitrag zum Klassenerhalt geleistet.
In der Saison 1981/82 wurde er bei einer von dem neuen Trainer Udo Klug angesetzten Wahl von seinen Mannschaftskameraden zum Nachfolger Reinhold Hintermaiers als Spielführer bestimmt und avancierte zur überragenden Spielerpersönlichkeit in Nürnberg. Am 24. Spieltag der Saison 1981/82 parierte er in Mönchengladbach seinen 18. Elfmeter und löste damit Norbert Nigbur als Rekordhalter ab.
Mit dem Club erreichte er in dieser Runde im DFB-Pokal die Endspielteilnahme. Im Halbfinale feierte Kargus zuvor einen 2:0-Erfolg gegen seinen früheren Verein aus Hamburg. In Frankfurt setzte sich aber Bayern München am 1. Mai 1982 nach einer 2:0 Clubführung mit 4:2 durch. Kargus bewahrte die Elf aus der Noris in der Saison 1982/83 mit seinen überdurchschnittlich guten Torhüterleistungen fast alleine vor dem Abstieg. „Rudi ist einer unserer Rettungsanker“, meinte Klug. 1983/84 wurde Klug aber schon nach elf Spieltagen durch Rudi Kröner ersetzt, obwohl er bis dahin vier Siege, zwei Drittel der Gesamtjahresausbeute, eingefahren hatte. Das konnte das Vereinsmanagement aber bis dahin nicht wissen. Kröner gewann nie und wurde ab dem 1. Januar 1984 nach einem Kurzbesuch von Fritz Popp auf der Trainerbank mit Heinz Höher ausgetauscht, der zwar zwei Mal gewann, aber die letzten zehn Partien alle verlor. Meist gelang aber zumindest ein Ehrentreffer. Nürnberg wurde letzter, und Kargus selbst kassierte beachtliche 82 Tore, hatte wenigstens den Trost, dass die Kollegen beim Mitabsteiger Offenbacher Kickers, Valentin Herr und der junge Oliver Reck, 24 Mal öfter das Leder aus den eigenen Netzen fischen mussten.
Kargus ging mit in die 2. Fußball-Bundesliga und absolvierte dort zwölf Spiele, ehe ihm als vermeintlichem „Rädelsführer“ der Nürnberger „Oktober-Revolution“ gegen den Trainer Höher Ende Oktober 1984 gemeinsam mit sechs weiteren Spielern – Udo Horsmann, Stefan Lottermann, Horst Weyerich, Detlef Krella, Manfred Walz und Thomas Brunner – wegen „vertragswidriger Indiskretion und Arbeitsverweigerung“ fristlos gekündigt wurde. Brunner wurde von der Vereinsleitung begnadigt, weil diese noch rechtzeitig feststellte, dass dessen Transferwert als Sicherheit an eine Bank überschrieben worden war. Kargus musste drei Monate auf ein Angebot warten. Es kam vom mit Abstiegsängsten beseelten Bundesligaaufsteiger Karlsruher SC.

#### Karlsruhe, Düsseldorf und Köln, 1985 bis 1990
Am 18. Spieltag, dem 2. Februar 1985, feierte Kargus beim 0:3 gegen Waldhof Mannheim beim abstiegsgefährdeten Karlsruher SC sein Bundesliga-Comeback. KSC-Schlussmann Bernd Fuhr hatte in den letzten fünf Spielen der Hinrunde 26 Gegentreffer kassiert, sodass der Verein in der Winterpause den erfahrenen Keeper aus Nürnberg verpflichtete, außerdem den Verteidiger Michael Hertwig. Kargus absolvierte in der Rückrunde 15 Ligaspiele für den KSC, aber weder die Neuverpflichtungen noch der Wechsel von Trainer Werner Olk zu Lothar Buchmann konnten den Abstieg der Badener verhindern. Kargus gehörte 1985/86 dem Zweitliga-Kader des KSC an. Die Karlsruher setzten aber wieder auf Bernd Fuhr im Tor. Kargus kam nur noch zu sieben Zweitliga-Einsätzen. Am Rundenende war er vertragslos und hielt sich mit Waldläufen und Gymnastik fit.
Das Fithalten lohnte sich: Nach einem Mittelfußbruch von Stammtorhüter Jörg Schmadtke erhielt Ex-Nationalspieler Kargus im Oktober 1986 einen Vertrag bei Fortuna Düsseldorf. Er absolvierte am 23. Spieltag gegen Bayer Uerdingen sein 400. Bundesligaspiel. Am Ende aber stieg Düsseldorf zum vierten und Kargus zum dritten Mal aus der Bundesliga ab. „Wer weniger oft absteigt, hat mehr Geld auf der Bank!“ Rudi Kargus hatte nochmals zwanzig Erstligapartien bestritten. Sein letztes Spiel in der Fußball-Bundesliga erlebte er am 30. Mai 1987 im Düsseldorfer Rheinstadion gegen den 1. FC Kaiserslautern. 8.000 Zuseher wollten damals im Stadion mitverfolgen, wie Kargus nach 408 Erstligaeinsätzen und 19 Spielen in der 2. Bundesliga seine Spielerlaufbahn beendete.
Es folgten drei Jahre als Ersatzmann für Bodo Illgner beim 1. FC Köln, wo er aber nicht mehr in der Liga zum Einsatz kam. Nachdem er sich bei einem Hallenfußballturnier den Ellenbogen verletzt hatte, musste er 1990 endgültig seine aktive Laufbahn beenden.

#### Trainer
Danach übernahm er zwischen 1991 und 1996 das Amt des Chef-Jugendtrainers beim Hamburger SV und war zeitweilig auch in der HSV-Bundesligamannschaft als Torwarttrainer sowie ab Ende September 1992 als Co-Trainer von Benno Möhlmann tätig. Im Frühjahr 1990 hatte er den Fußball-Lehrer-Lehrgang an der Sporthochschule in Köln als Jahrgangsbester mit der Note 1,4 abgeschlossen, womit er bestens qualifiziert war, 1997 den USC Paloma Hamburg zu trainieren, wo er bis 2000 blieb und den Verein von der Bezirks- in die Landesliga führte.
Durch mehrere Hüftoperationen bedingt, musste er seine Trainerkarriere frühzeitig beenden.

### Nationalmannschaft
In der Nationalmannschaft kam er 1975, 1976 und 1977 jeweils ein Mal in Freundschaftsspielen zum Einsatz und konnte Siege gegen Türkei, Wales und Jugoslawien verzeichnen. Bei der Europameisterschaft 1976 in Jugoslawien, bei der Deutschland den zweiten Platz belegte, und der Weltmeisterschaft 1978 in Argentinien zählte er zum Kader der Nationalmannschaft, kam aber nicht zum Einsatz.
In der B-Nationalmannschaft kam er von 1974 bis 1979 zu elf Einsätzen.

### Erfolge
Nationalmannschaft
- Europameisterschaft: Vize-Europameister 1976 (ohne Einsatz)

Hamburger SV
- Europapokal der Landesmeister: Finalist 1980
- Europapokal der Pokalsieger: 1977
- Deutscher Meister: 1979
- DFB-Pokalsieger: 1976

Persönlich
- Kicker des Jahres: Torhüter des Jahres 1974 und 1975

Eine Studie der TU Dortmund hat 2009 herausgefunden, dass Kargus bei damals 3828 gegebenen Elfmetern der erfolgreichste Elfmetertöter der Bundesligageschichte ist. Seine 24 (manche Quellen geben 23 an) gehaltenen Strafstöße erreichte er bei 70 Strafstößen, die auf sein Tor abgegeben wurden.

## Karriere als Künstler
Rudi Kargus veröffentlichte 1977 die Single Auch Elfmeter kann man halten (B-Seite: Mein Freund der Nationaltorwart), jedoch ohne Erfolg.
Seit 1996 setzt sich Rudi Kargus, der sich schon viel früher an Kunst interessiert zeigte und Malerei als Hobby angab, intensiv mit Kunstmalerei auseinander. Er hatte bereits diverse Ausstellungen. Geweckt wurde diese Leidenschaft durch einen Maler, den Kargus im Urlaub auf Fuerteventura getroffen hatte. An der Kunstschule Blankenese erlernte er expressive Malerei.
Für die Fußballweltmeisterschaft 2006 wurde er vom DFB beauftragt, Fußballbilder zu malen, was er nach eigener Aussage ursprünglich nie gewollt, aber dann doch gern getan habe. Die Bilder wurden auf dem Museumsschiff Rickmer Rickmers im Hamburger Hafen ausgestellt. Im Deutschen Fußballmuseum in Dortmund wird eines seiner Werke an prominenter Stelle dauerhaft gezeigt.
Kargus, der seine Werke grundsätzlich nicht signiert, behandelt mit seiner Malerei auch gesellschaftskritische Inhalte und stellt seine Werke auch gelegentlich für Projekte wie das Kapitalismustribunal zur Verfügung.
Sein Atelier befindet sich in einem abgelegenen Bauernhof zwischen Norderstedt und Quickborn.

## Zitat
„Ich möchte nicht wie ein Ewiggestriger klingen, aber manches kann ich schwer ertragen. Etwa die Einpeitscher auf dem Platz eine Stunde vor Spielbeginn oder der einstudierte Torjubel. Da setzt bei mir Fremdschämen ein.“

## Publikationen
- Glanzparade. Malerei von Rudi Kargus. Oberhummer Gesellschaft, 2005, ISBN 3-934137-09-1.